# Изложба „Тријенале цртежа и мале пластике” (2018)
Изложба „Тријенале цртежа и мале пластике” се одржала у периоду од 6. до 23. јула 2018. године у Уметничком павиљону „Цвијета Зузорић” у Београду.

## Уметнички савет
Избор радова за изложбу је обавио Уметнички савет Удружења ликовних уметника Србије:
- Ђорђе Аралица
- Анђелка Бојовић
- Станко Зечевић
- Душан Микоњић
- Биљана Вуковић
- Весна Ристовски
- Весна Милуновић
- Драган Цветковић
- Радомир Станчић

## Излагачи
1. Момчило Антоновић
2. Ђерђи Ачаји
3. Габријела Булатовић
4. Драгана Бојић
5. Јармила Вешовић
6. Никола Вукосављевић
7. Александра Лазић Видаковић
8. Марко Вукша
9. Михаило Герун
10. Зоран Граовац
11. Марион Дедић
12. Сретко Дивљан
13. Миљана Драшковић
14. Марио Ђиковић
15. Барбара Ђокић
16. Душан Ђокић
17. Јована Ђорђевић
18. Предраг Ђукић
19. Милица Жарковић
20. Тамара Ждерић
21. Иванка Живковић
22. Јована Радовановић Живчић
23. Синиша Жикић
24. Александар Зарић
25. Сандра Јаковљевић
26. Горан Ковачевић
27. Милутин Копања
28. Зоран Кричка
29. Владислава Крстић
30. Јелена Крстић
31. Владимир Лалић
32. Владан Љубинковић
33. Павле Максимовић
34. Раде Марковић
35. Стојан Миланов
36. Стефан Миросавић
37. Александар Митровић
38. Петра Михајловић
39. Давид Млађовић
40. Миодраг Млађовић
41. Весна Балкански Моравић
42. Барбара Морел
43. Петар Мошић
44. Мирон Мутаовић
45. Милош Насковић
46. Катарина Недељковић
47. Тања Веселинов Николајевић
48. Љубица Николић
49. Владо Њаради
50. Бојан Оташевић
51. Богдан Павловић
52. Миливој Павловић
53. Драгана Додиг Пајковић
54. Зоран Пантелић
55. Душица Пејић
56. Александра Перовић
57. Душан Петровић
58. Марија Петровић
59. Снежана Петровић
60. Снежана Ранчић Пешић
61. Кристина Пирковић
62. Рајко Попивода
63. Мице Поптсис
64. Антанасије Пуношевац
65. Миомир Радовић
66. Никола Радосављевић
67. Градимир Рајковић
68. Наташа Рајковић
69. Хана Рајковић
70. Балша Рајчевић
71. Бранко Раковић
72. Виталиј Сафронов
73. Сања Сремац
74. Миљан Стевановић
75. Добри Стојановић
76. Љиљана Стојановић
77. Предраг Тодоровић
78. Драгана Скорић Тодоровић
79. Јелена Трајковић
80. Вук Ћук
81. Владимир Ћурчин
82. Радомир Калеа Усаиновић
83. Ана Церовић
84. Јелена Терзић Шалинић